# St. Martin (Sebexen)

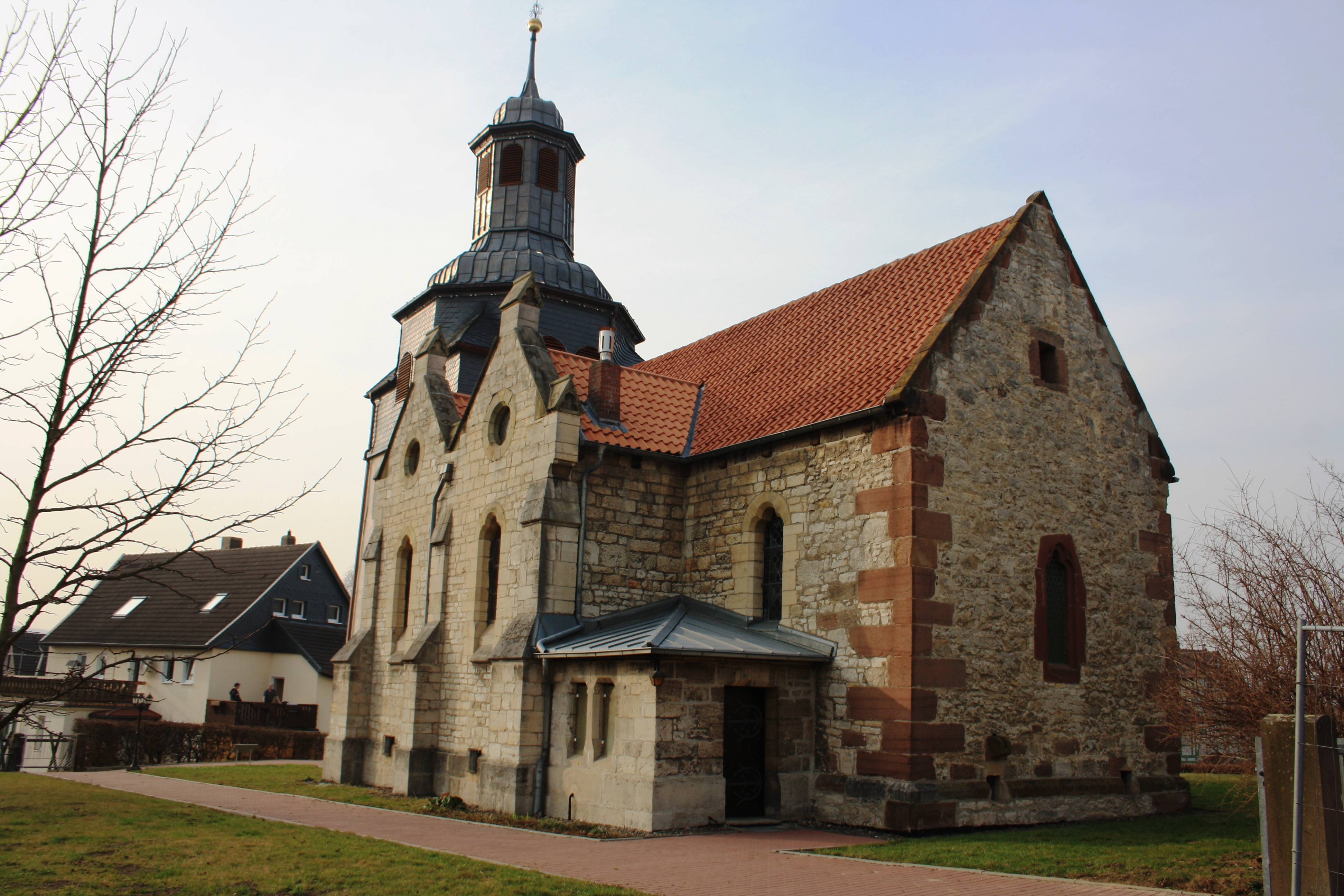
St. Martin

Die evangelisch-lutherische denkmalgeschützte Kirche St. Martin steht in Sebexen, einem Ortsteil der Gemeinde Kalefeld im Landkreis Northeim von Niedersachsen. Die Kirchengemeinde gehört zum Kirchenkreis Harzer Land im Sprengel Hildesheim-Göttingen der Evangelisch-lutherischen Landeskirche Hannovers.

## Beschreibung
Am 4. Juli 1145 weihte der Erzbischof von Mainz einen Vorgängerbau der heutigen Kirche dem Heiligen Martin. Aus dem 14. Jahrhundert sind nur wenige Bauteile im Chor vorhanden, wie das Kreuzgewölbe, ein spitzbogiges Fenster und eine Piscina. Der Kirchturm wurde um 1500 errichtet. Die barocke Haube mit der achteckigen Laterne erhielt er um 1700. 
Ende des 19. Jahrhunderts erfolgte ein umfassender Um- und Erweiterungsbau nach Plänen von Conrad Wilhelm Hase, der in seiner Funktion als Konsistorialbaumeister der Landeskirche Hannovers den ursprünglichen Entwurf des Herzoglichen Regierungsbaumeisters von Gandersheim abgelehnt hatte. Es entstand eine Kreuzkirche durch Anbau eines Querschiffs, das von je zwei Zwerchhäusern bekrönt wird. Der alte Kirchturm wurde integriert. Die Fenster wurden gotisch gestaltet und die Sakristei wurde angebaut. Die gesamte Kirchenausstattung wurde neu geschaffen.